# 용진읍
용진읍(龍進邑)은 대한민국 전북특별자치도 완주군의 읍이다.

## 개요
용진읍은 도시와 인접한 도시 생활권 형성으로 도시 성향의 마을이며, 소득면에서는 도시 근교의 상업 영농 적지로 각광받고 있는 고장이기도 하다. 2012년 완주군청이 이전하여 완주군청 소재지가 되었으며 이후 압해읍과 같이 읍 승격이 추진되어 2015년 7월 8일 용진읍 승격이 승인되었고 2015년 10월 1일에 읍으로 승격되었다.

## 연혁
- 마한, 백제시대 : 완산주에 속함
- 신라시대 : 전주에 속함
- 조선시대 : 전주부에 속함
- 1906년 : 부동면 2개리가 용진면으로 편입
- 1957년 11월 6일 : 용진면 아중리, 산정리 일부가 전주시로 편입, 초포면 상운리가 용진면에 편입
- 1973년 7월 1일 : 산정리 석소마을이 전주시로 편입
- 1989년 1월 1일 : 금상리, 산정리 전마을이 전주시로 편입
- 1998년 4월 30일 : 신지리 가목마을이 가목과 원주로 분리
- 2000년 9월 23일 : 신지리 순지마을이 순지과 대영으로 분리
- 2003년 1월 16일 : 신지리 가목마을이 가목과 덕천으로 분리
- 2009년 10월 9일 : 신지리 대영아파트가 대영1과 대영2로 분리
- 2010년 4월 29일 : 구억리 목효마을이 목효와 화개동으로 분리
- 2012년 6월 7일 : 완주군청 이전
- 2015년 7월 8일 : 행정자치부와 전라북도에서 용진읍 승격 승인
- 2015년 10월 1일 : 용진읍으로 승격

## 행정 구역
- 간중리
- 구억리
- 상삼리
- 상운리
- 신지리
- 용흥리
- 운곡리 : 완주군청 소재지

## 행정
- 완주군청
- 완주교육지원청

## 아파트
| 단지명                                     | 건설사                    | 시행사           | 주소                | 입주        | 비고 |
| ------------------------------------------ | ------------------------- | ---------------- | ------------------- | ----------- | ---- |
| 대영                                       | 대영건설㈜                | 대영건설㈜       | 완주로 812 (신지리) | 1999년 5월  |      |
| 덕천하이트                                 | ㈜덕천개발                | ㈜덕천개발       | 가목길 21 (신지리)  | 2001년 10월 |      |
| 원주                                       | 원주종합건설(유)          | 원주종합건설(유) | 완주로 716 (신지리) | 1997년 10월 |      |
| 완주복합행정타운 모아미래도 센트럴시티 1차 | 모아건설㈜ ㈜모아종합건설 | ㈜모아종합건설   | 운곡4로 20 (운곡리) | 2023년 2월  |      |
| 완주복합행정타운 모아미래도 센트럴시티 3차 | ㈜미래도건설              | ㈜모아종합건설   | 운곡1로 28 (운곡리) | 2023년 6월  |      |
| 완주복합행정타운 모아미래도 센트럴시티 2차 | ㈜미래도건설              | ㈜미래도건설     | 운곡5로 29 (운곡리) | 2023년 6월  |      |

## 교육
- 용진초등학교 (상삼리)
- 간중초등학교 (간중리)